# Friedrich Sigmund Merkel
Johann Friedrich Sigmund Merkel (ur. 5 kwietnia 1845 w Norymberdze, zm. 28 maja 1919 w Getyndze) – niemiecki lekarz anatom i patolog. Rektor Uniwersytetu w Rostocku w latach 1881/82 i 1882/83. W 1875 roku przedstawił pierwszy pełny opis komórek skóry, znanych obecnie pod eponimiczną nazwą komórek Merkla.

## Życiorys
Syn aptekarza Sigmunda Merkla (1806-1880) i Clary Osterhausen (1816–1877), córki lekarza Johanna Carla Osterhausena i Susanny Marii Wilhelminy Krüger. Wnuk Paula Wolfganga Merkla (1756–1820), norymberskiego kupca i polityka.
Studiował medycynę na Uniwersytecie w Erlangen, Greifswaldzie i Getyndze. Tytuł doktora medycyny otrzymał w 1869 roku w Erlangen. Został prosektorem w Getyndze i rok później habilitował się z anatomii. W 1872 roku został powołany na katedrę anatomii Uniwersytetu w Rostocku. W 1883 został profesorem anatomii na Uniwersytet Albertyna w Królewcu, od 1885 do 1919 wykładał w Getyndze.
Od 1880 członek Niemieckiej Akademii Przyrodników Leopoldina (niem. Deutsche Akademie der Naturforscher Leopoldina), członek Gesellschaft der Wissenschaften zu Göttingen.

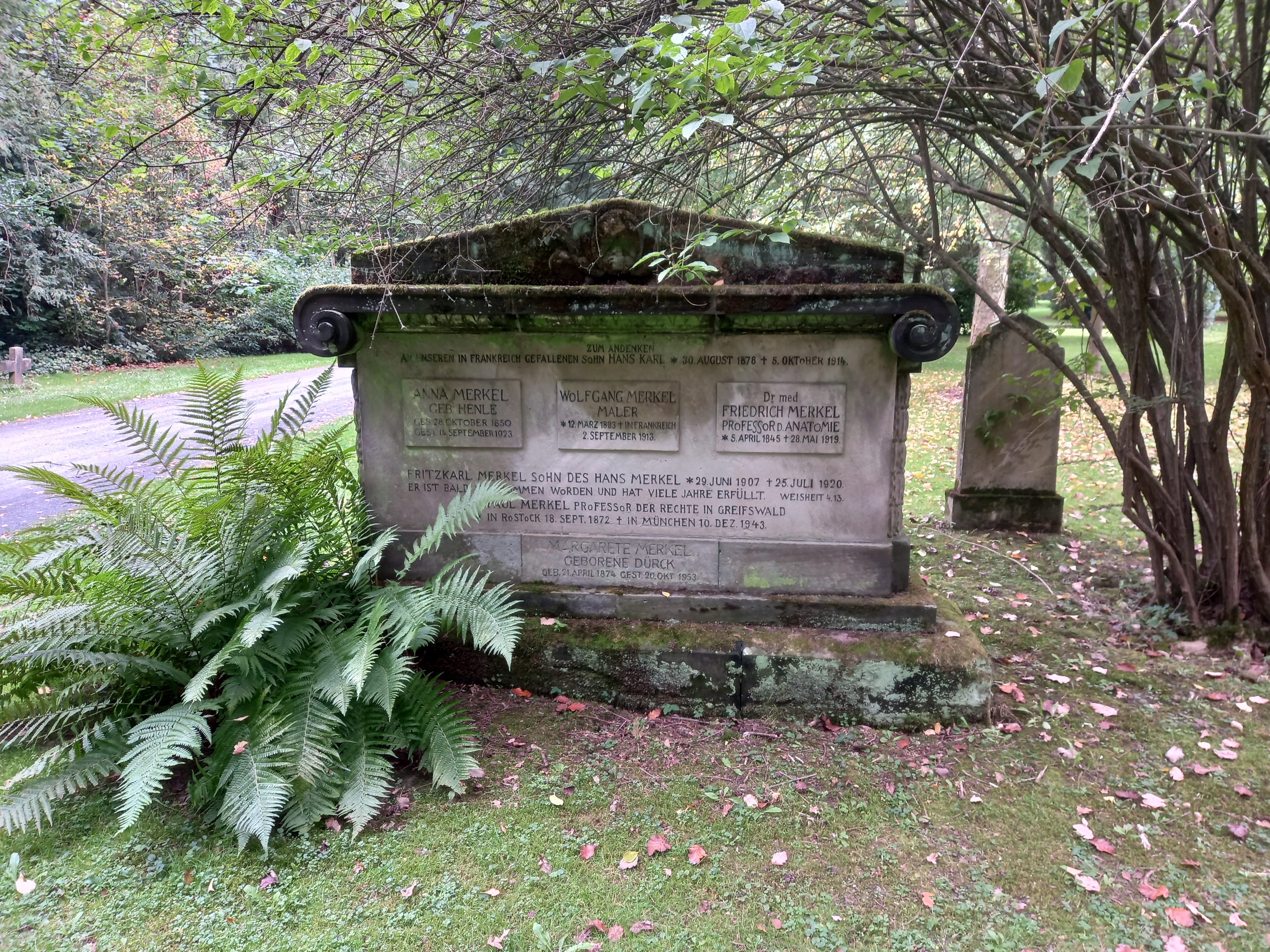
Grobowiec rodzinny w Getyndze

W 1870 ożenił się z Anną Henle (1850–1923), córką Jakoba Henlego. Mieli trzech synów (dwóch zginęło na froncie) i trzy córki (dwie zmarły w młodym wieku). Syn Paul Merkel był profesorem prawa na Uniwersytecie w Greifswaldzie.
Merkel wprowadził do atlasów anatomicznych stosowaną do dziś konwencję, oznaczania tętnic kolorem czerwonym, żył – niebieskim, a nerwów – żółtym.

## Wybrane prace
- Über eine anomale Verbindung des M. pectoralis maior und latissimus dorsi. Zeitschrift für rationelle Medicin 29 d. III. Reihe (1867)
- Zur Anatomie der Iris. Zeitschrift für rationelle Medicin Bd. 31 (1868)
- Mitteilurgen über Stützzellen. Göttinger Nachrichten 1869, Nr. 1.
- Henle, Merkel. Über die sogenannte Bindesubstanz der Zentralorgane des Nervensystems. Zeitschrift für rationelle Medicin Bd. 34, III. Reihe (1869)
- Der Diktator pupillae. Zeitschrift für rationelle Medicin Bd. 34 (1869)
- Über die Macula lutea des Menschen und die Ora serrata einiger Wirbeltiere. Inauguraldissertation. Leipzig, W. Engelmann, 1869.
- Die Zonula ciliaris. Habilitationsschrift. Leipzig, Engelmann, 1870
- Zur Kenntnis der Stäbchenschicht der Retina. Archiv für Anatomie, Physiologie und wissenschaftliche Medicin (1870)
- Die Stützzellen des menschlichen Hoden. Archiv für Anatomie, Physiologie und wissenschaftliche Medicin (1870)
- Vorläufige Mitteilung über das quergestreifte Muskelgewebe. Göttinger Nachrichten 1871
- Die Linea nuchae suprema, anatomisch und anthropologisch betrachtet. Leipzig, Engelmann, 1871.
- Makroskopische Anatomie des Auges und seiner Umgebungen. [w:] Handbuch der Augenheilkunde; Leipzig, 1874.
- Untersuchungen aus dem anatomischen Institut zu Rostock. Rostock, Stiller’schen Hof- und Universitäts-Buchhandlung, 1874. 99 ss.
- Die trophische Wurzeln des Trigeminus.
- Das Mikroskop und seine Anwendung. München, 1875. XII + 324 ss.
- Ueber den Bau der Lendenwirbelsäule. Archiv für Anatomie und Physiologie 1877, 1: 314-333
- Über die Endigungen der sensiblen Nerven in der Haut der Wirbeltiere. Rostock, 1880.
- Handbuch der topographischen Anatomie. Braunschweig 1885-1907.
- Der Musculus superciliaris. Anatomischer Anzeiger 2, s. 17–18 (1886)
- Ueber die Halsfascie. Anatomische Hefte 1 (1892)
- Das Auge des Neugeborenen. Anatomische Hefte 1 (1892)
- Ergebnisse der Anatomie und Entwickelungsgeschichte.
- Menschliche Embryonen verschiedenen Alters auf Medianschnitten untersucht. Ein Beitrag zu Mechanik der Entwicklung. Göttingen, Dieterich, 1894. 39 ss.
- Darmsystem. [w:] Handbuch der Anatomie; volume 6. Jena, 1902.
- Die Anatomie des Menschen. Mit Hinweisen auf die ärztliche Praxis. 6 Abteilungen in 11 Bänden. Wiesbaden, J. F. Bergmann, 1913-1918.
- Der Schenkelsporn. Centralblatt für die medicinischen Wissenschaften, 11 (27): 417-432 (1873)
- Bemerkungen zum Beckenwachstum. Anatomische Hefte 20 (1903)
- Betrachtungen ueber die Entwicklung des Bindegewebes. Anatomische Hefte (1909)
- Beobachtungen ueber den Haarwechsel in der menschlichen Kopfhaut. Anatomische Hefte 57 (1919)